# Герстенштейн, Лукаш
Лу́каш Герстенште́йн (пол. Łukasz Gerstenstein; род. 6 октября 2004, Ковары, Нижнесилезское воеводство) — польский футболист, полузащитник клуба «Шлёнск». Выступает на правах аренды в  мелецкой «Стали».

## Карьера

### «Шлёнск»
Начинал футбольную карьеру в академии польского клуба «Хойник». Позже перебрался в структуру вроцлавского клуба «Шлёнск». Летом 2020 года футболист стал выступать за юношескую сборную клуба до 19 лет. В 2021 году футболист был переведён во вторую команду клуба, однако первую половину сезона провёл преимущественно за юношеский состав. Свой дебютный матч за клуб сыграл 22 августа 2021 года в матче против клуба «Лех II», выйдя на замену на 85 минуте. Первыми результативными действиями за клуб отличился 5 марта 2022 года в ответном матче против «Леха II», оформив дубль из результативных передач. Отличился за сезон 3 результативными передачами. 
Новый сезон футболист начинал в составе второй команды. Первый матч сыграл 26 июля 2023 года в рамках Кубка Польши против люблинского клуба «Мотор». Первый матч в чемпионате сыграл 30 июля 2022 года против люблинского клуба «Заглембе II», выйдя на замену на 66 минуте. Первым результативным действием за клуб отличился 12 ноября 2022 года в матче против клуба «Котвица», отдав голевую передачу. В феврале 2023 года футболист стал привлекаться к играм с основной командой польского клуба. Дебютировал за клуб 10 марта 2023 года в матче польского чемпионата против «Ракува», выйдя на замену 89 минуте. Оставшуюся часть сезона футболист провёл за вторую команду.

#### Аренда в «Сталь» Мелец
В июне 2023 года футболист на правах арендного соглашения присоединился к мелецкой «Стали» до конца сезона. Дебютировал за клуб 22 июля 2023 года в матче против «Краковии», выйдя на поле в стартовом составе. Дебютный гол за клуб забил 25 августа 2023 года в матче против клуба «Радомяк».

## Международная карьера
В марте 2022 года футболист получил вызов в юношескую сборную Польши до 18 лет, за которую дебютировал в товарищеских матчах против сборной Швейцарии. В феврале 2023 года отправился в распоряжение юношеской сборной Польши до 19 лет. Дебютировал за сборную 8 февраля 2023 года в товарищеском матче против сборной Чехии.